# Marcin Wodecki
Marcin Wodecki (ur. 14 stycznia 1988 w Rybniku) – polski piłkarz, grający na pozycji napastnika. Od 2022 jest zawodnikiem rezerw Górnika Zabrze.

## Życiorys

### Kariera klubowa
Marcin Wodecki rozpoczynał swoją karierę w polskim klubie RKP Rybnik, z którego w 2005 trafił do IV-ligowego Energetyka ROW Rybnik. W sezonie 2006/2007 był jednym z najlepszych piłkarzy rybnickiego klubu, zdobywając 10 goli. Gdy Górnik Zabrze oraz ROW podpisały umowę o współpracy Wodecki był jednym z pierwszych graczy, którzy przeszli z Rybnika do Zabrza. Po przejściu do Górnika najczęściej występuje w rozgrywkach Młodej Ekstraklasy, gdzie w sezonie 2007/2008 z 17 bramkami na koncie został królem strzelców. W I lidze zadebiutował 8 marca 2008 w meczu z Jagiellonią, wygranym przez zabrzan 3:0. W roku 2009 występował na wypożyczeniu w zespole Odry Wodzisław Śląski. W styczniu 2010 powrócił do I-ligowego Górnika Zabrze. W 2013 występował w Podbeskidziu Bielsko-Biała. 26 lutego 2014 został wypożyczony do tyskiego klubu GKS Tychy, z którym 1 lipca 2014 podpisał dwuletni kontrakt. Następnie był zawodnikiem klubów: Legionovia Legionowo, Odra Opole i Siarka Tarnobrzeg.
15 lipca 2019 podpisał kontrakt z ROW 1964 Rybnik, umowa do 30 czerwca 2020; bez odstępnego. 

### Kariera reprezentacyjna
W reprezentacji Polski do lat 21 Wodecki debiutował 19 sierpnia 2008 w wygranym 1:0 meczu z Irlandią Północną na Turnieju im. Walerego Łobanowskiego w Kijowie. W spotkaniu z Bułgarią strzelił 2 bramki i został wybrany najlepszym zawodnikiem turnieju.

## Sukcesy

### Klubowe
Odra Opole
- Zdobywca drugiego miejsca II ligi: 2016/2017